# Gleichnis vom Senfkorn

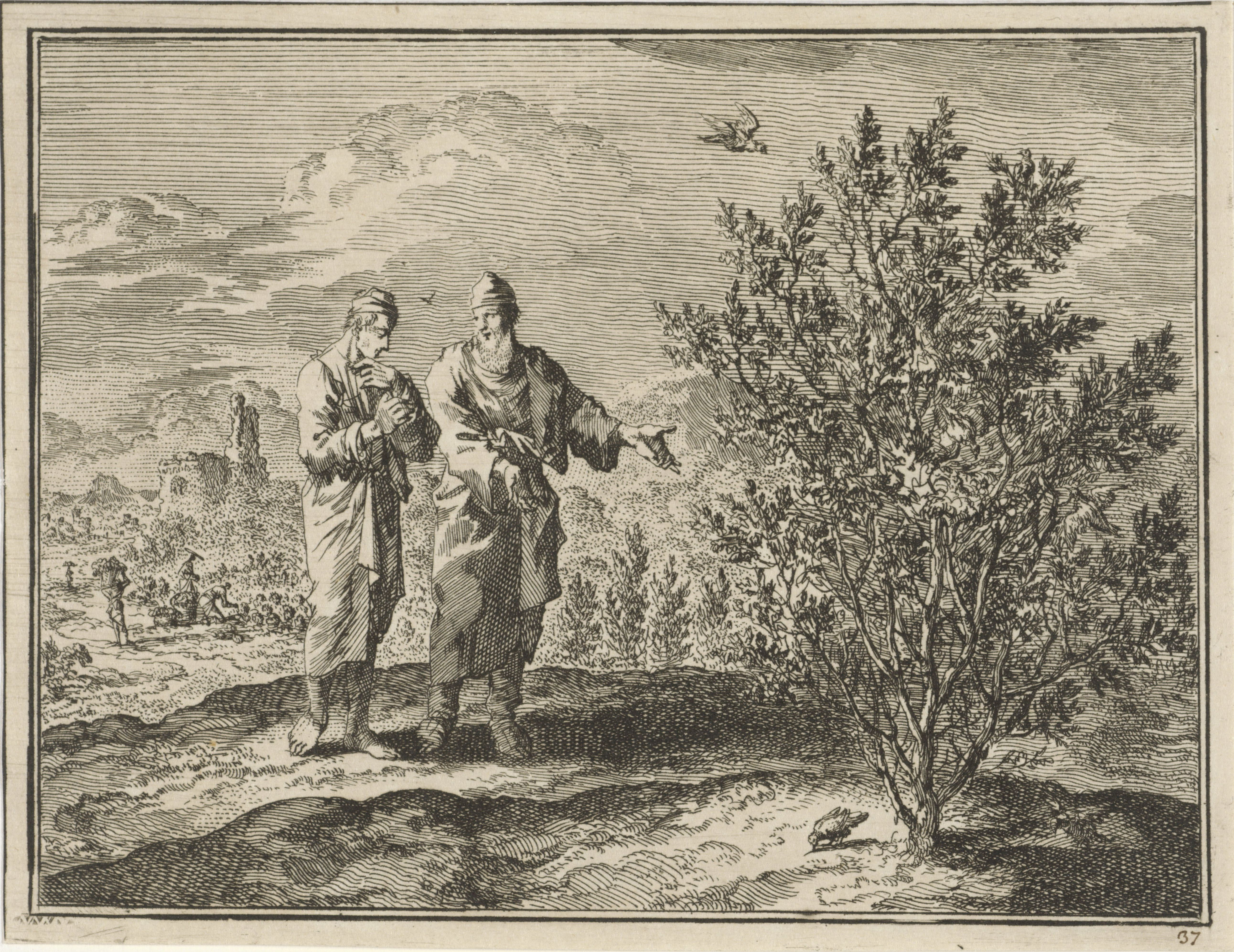
Radierung von Jan Luyken aus der Bowyer Bible zum Gleichnis vom Senfkorn.

Das von Jesus von Nazaret erzählte Gleichnis vom Senfkorn wird in den Evangelien im Neuen Testament nach Matthäus (Mt 13,31–32 ), Lukas (Lk 13,18–19 ) sowie Markus (Mk 4,30–32 ) überliefert. In den Evangelien nach Matthäus und Lukas folgt direkt danach das Gleichnis vom Sauerteig, das ebenfalls das große Wachstum aus kleinen Anfängen als Thema hat. Eine Variante dieses Gleichnisses ist auch im nichtkanonischen Thomasevangelium in Logion 20 zu finden.

## Inhalt
Jesus sagt, mit dem Himmelreich sei es wie mit einem Senfkorn, das ein Mann auf seinen Acker säe. Obwohl es das kleinste von allen Samenkörnern sei, wachse es zu einem Baum heran, der alle anderen Gewächse überrage und in dessen Zweige sich die Vögel des Himmels niederlassen könnten. Dabei erscheine das Reich Gottes zunächst unscheinbar, klein und unbedeutend, jedoch würde es immer weiter wachsen, bis es universell übergreifend und nicht übersehbar ist.

## Deutung

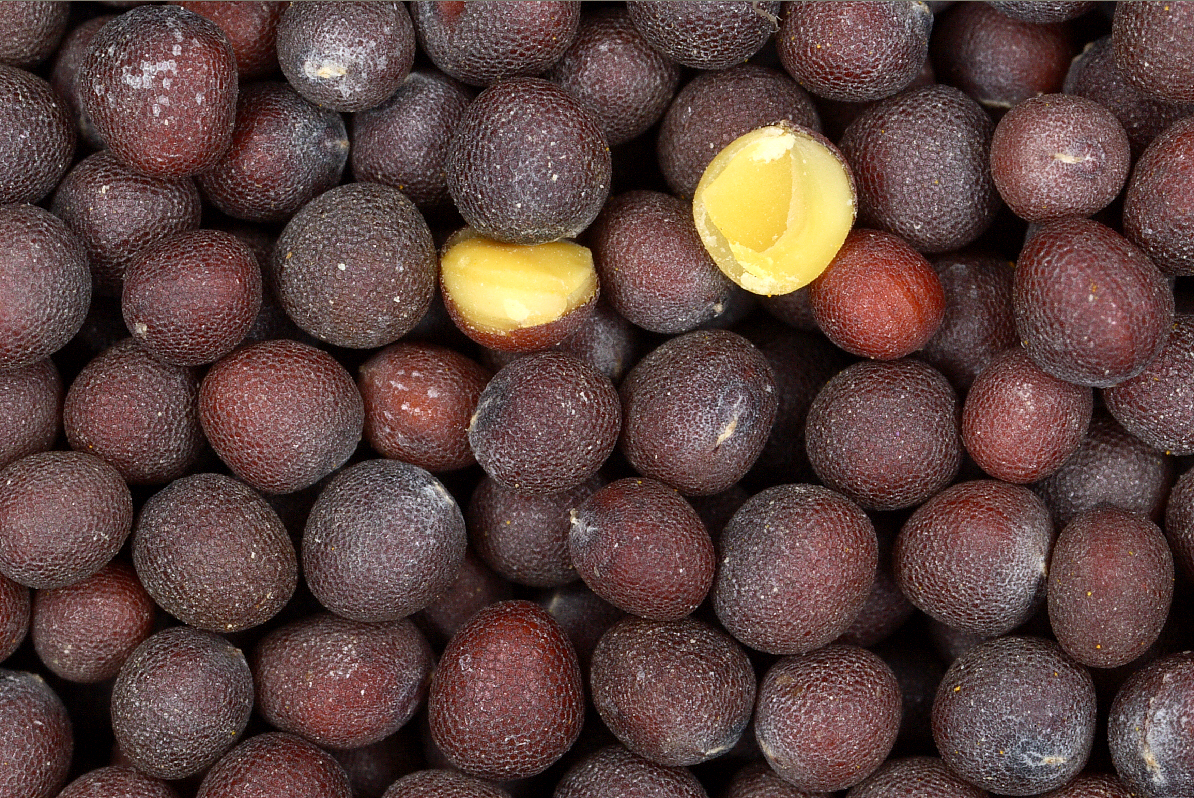
Schwarze Senfkörner (Brassica nigra)

Obwohl keineswegs alle Senfsorten besonders kleine Samen hervorbringen, gilt das Senfkorn sowohl in der westlichen Kultur als auch in der asiatischen als Metapher für etwas sehr Kleines. Man geht heute davon aus, dass es sich bei dem in diesem Gleichnis genannten Senfkorn um die Samen des Schwarzen Senfs handelt.
Der methodistische Theologe Ian Howard Marshall schreibt, das Gleichnis deute das Wachstum des Reichs Gottes von kleinen Beginnen zu weltweiter Größe an.
Der evangelikale Ben Witherington merkt an, Jesus habe dieses Gleichnis gewählt, um seinen Zuhörern klarzumachen, dass das Reich Gottes, so wie er es predige, während seines Lebens noch klein wie das Senfkorn sei, aber wie der Baum zukünftig groß und fest verwurzelt sein werde. Witherington weist außerdem darauf hin, dass damit auch angedeutet werde, dass manche unter den schattenspendenden Baum kommen würden, andere ihn aber als unausstehlich ansehen und versuchen würden ihn zu entwurzeln. Dazu passt die Deutung des US-Theologen Shane Claiborne, demzufolge der Vergleichsgegenstand des Senfkorns nicht die Kleinheit des Samens und die Größe der Pflanze sei, sondern die schnelle Ausbreitung des Reichs Gottes.

## Wirkung
In Bezugnahme auf dieses Gleichnis werden kleine Bibeln als Senfkornbibel bezeichnet.
Einige christliche Initiativen tragen den lateinischen oder deutschen Begriff des Senfkorns in ihrem Namen, wie beispielsweise der Senfkorn-Orden.
Ein berühmtes volkssprachiges, mystisches Gedicht oder sogar ein Liedtext, welches/welcher in mehreren Handschriften des 14. und 15. Jahrhunderts überliefert wurde, erhielt seinen Titel Granum sinapis durch einen lateinischen Kommentar, der dem Theologen Meister Eckhart zugeschrieben wird.